# ガビョ布
ガビョ布（ガビョぬの、1976年9月26日 - ）は、日本の漫画家。成人向け漫画を執筆している。
かつてラジオ番組『東京レディオクラブ』や雑誌『ログイン』の常連投稿者。
同人サークル「スミカラスミマデ」で活動を行っている。

## 作品リスト
1. 『すごい少女の唄』 （2003年3月25日初版発行、久保書店〈ワールドコミックスペシャル〉、ISBN 4-7659-0716-3）
2. 『女の子など募集中』 （2005年8月10日発売[4]、久保書店〈ワールドコミックスペシャル〉、ISBN 4-7659-0928-X）
3. 『日本全国豆投げ音頭』 （2008年7月22日発売[5]、久保書店〈ワールドコミックスペシャル〉、ISBN 978-4-7659-3411-4）
4. 『布のむこうがわ』 （2011年11月25日発売[6]、茜新社〈TENMACOMICS LO #110〉、ISBN 978-4-86349-257-8）